# کیت ادی
کیت ادی (انگلیسی: Keith Eddy؛ زادهٔ ۲۳ اکتبر ۱۹۴۴) بازیکن فوتبال اهل بریتانیا است.
از باشگاه‌هایی که در آن بازی کرده‌است می‌توان به باشگاه فوتبال واتفورد، باشگاه فوتبال بارو، و باشگاه فوتبال شفیلد یونایتد اشاره کرد.